# دولت‌آباد (قطرویه)
دولت‌آباد روستایی در دهستان ریزآب بخش قطرویه شهرستان نی‌ریز استان فارس ایران است.

## جمعیت
بر پایه سرشماری عمومی نفوس و مسکن در سال ۱۳۹۵ جمعیت این روستا کمتر از ۳ خانوار بوده‌است.